# Mateusz Rudyk
Mateusz Rudyk, née le 20 juillet 1995, est un coureur cycliste polonais spécialiste de la piste.

## Biographie
Son frère Bartosz est également un coureur sur piste, mais spécialiste des épreuves d'endurance.
Annoncé dans les favoris des épreuves de sprint aux Jeux olympiques de Tokyo disputés en août 2021, il ne parvient pas à répondre aux attentes, en raison de la pression et du stress qui en découle.

## Palmarès

### Jeux olympiques
- Tokyo 2020
  - 8e de la vitesse par équipes
  - 21e de la vitesse individuelle
  - 23e du keirin

- Paris 2024
  - 7e de la vitesse individuelle
  - 10e du keirin

### Championnats du monde
- Apeldoorn 2018
  - 5e de la vitesse individuelle (éliminé en quart de finale)[2]
  - 13e de la vitesse par équipes[3]
  - 19e du kilomètre[4]
- Pruszków 2019
  -  Médaillé de bronze de la vitesse
  - 7e de la vitesse par équipes[5]

### Coupe du monde
- 2016-2017
  - 2e de la vitesse par équipes à Cali
  - 3e de la vitesse par équipes à Glasgow
  - 3e de la vitesse par équipes à Los Angeles
- 2017-2018
  - Classement général de la vitesse
  - 2e de la vitesse à Pruszków
  - 2e de la vitesse à Manchester
- 2018-2019
  - 2e de la vitesse à Cambridge
- 2019-2020
  - Classement général de la vitesse
  - 1er de la vitesse à Cambridge
  - 1er de la vitesse à Brisbane
  - 1er de la vitesse à Milton
  - 2e de la vitesse par équipes à Cambridge
  - 2e de la vitesse par équipes à Brisbane
  - 2e de la vitesse par équipes à Milton

### Coupe des nations
- 2023
  - Classement général de la vitesse
  - 2e de la vitesse individuelle à Milton

### Ligue des champions
- 2022
  - 3e de la vitesse à Palma
- 2023
  - 2e de la vitesse à Berlin
  - 2e du keirin à Paris
  - 3e du keirin à Londres (II)
  - 3e de la vitesse à Palma
  - 3e de la vitesse à Paris
  - 3e de la vitesse à Londres (I)

### Championnats d'Europe
| Édition / Épreuve              | Vitesse individuelle | Vitesse par équipes                                              | Keirin |
| Anadia 2013 (juniors)          |                      | Bronze (avec Patryk Rajkowski et Jakub Stecko)                   |        |
| Anadia 2014 (espoirs)          |                      | Argent (avec Patryk Rajkowski et Mateusz Lipa)                   |        |
| Athènes 2015 (espoirs)         |                      | Argent (avec Patryk Rajkowski et Mateusz Lipa)                   |        |
| Montichiari 2016 (espoirs)     | Or                   |                                                                  |        |
| Saint-Quentin-en-Yvelines 2016 |                      | Or (avec Kamil Kuczynski, Maciej Bielecki et Mateusz Lipa)       |        |
| Apeldoorn 2019                 | Bronze               |                                                                  | 6e     |
| Granges 2021                   |                      | Bronze (avec Patryk Rajkowski, Maciej Bielecki et Daniel Rochna) |        |
| Munich 2022                    |                      | 4e                                                               |        |
| Granges 2023                   | Argent               |                                                                  | 5e     |
| Apeldoorn 2024                 | Argent               | Bronze                                                           | Argent |

### Championnats nationaux
| - 2015 - 2e du championnat de Pologne de vitesse par équipes - 3e du championnat de Pologne du kilomètre - 3e du championnat de Pologne du keirin - 2016 - Champion de Pologne du kilomètre - Champion de Pologne de vitesse par équipes - 2e du championnat de Pologne du keirin - 3e du championnat de Pologne de vitesse individuelle - 2017 - Champion de Pologne de vitesse individuelle - 2e du championnat de Pologne de vitesse par équipes - 2018 - Champion de Pologne de vitesse individuelle - Champion de Pologne de vitesse par équipes - 2019 - Champion de Pologne de vitesse individuelle - Champion de Pologne de vitesse par équipes - 2e du championnat de Pologne du keirin | - 2020 - Champion de Pologne de vitesse individuelle - 2021 - Champion de Pologne de vitesse individuelle - Champion de Pologne de vitesse par équipes - 2022 - Champion de Pologne du keirin - Champion de Pologne de vitesse individuelle - Champion de Pologne de vitesse par équipes - 2023 - Champion de Pologne de vitesse individuelle - Champion de Pologne de vitesse par équipes - Champion de Pologne du keirin - 2e du championnat de Pologne du kilomètre - 2024 - Champion de Pologne de vitesse individuelle - 2e du championnat de Pologne du keirin |  |